# Dirty Diana
«Dirty Diana» (с англ. — «Распутная Диана») — песня американского автора-исполнителя Майкла Джексона. Пятый сингл из его седьмого студийного альбома Bad. Был выпущен на лейбле Epic Records 18 апреля 1988 года. Продюсерами трека стали сам Джексон и Куинси Джонс. В записи принял участие гитарист Стив Стивенс.
Песня стала пятым синглом из альбома Bad, возглавившим американский чарт Billboard Hot 100, таким образом Джексон установил рекорд по количеству песен № 1 из одной пластинки. Премьера видеоклипа, представлявшего собой концертное выступление Джексона перед публикой, состоялась 14 апреля 1988 года. За ролик певец получил награду «World Music Awards» в номинации «Видео № 1 в мире».

## История создания и особенности композиции
Джексон написал «Dirty Diana» в 1983 году, тогда же он записал первую демоверсию. В 1984 году певец полностью переработал её, однако второй вариант композиции ему не понравился, и, готовясь к выпуску нового альбома, он вернулся к первоначальной версии. Джексон хотел, чтобы на его новом альбоме была песня c тяжёлым рок-звучанием. Для этого продюсер Куинси Джонс пригласил в студию гитариста Билли Айдола Стива Стивенса. Стивенс вспоминал, что Джексон был готов к сотрудничеству и внёс несколько предложений. «Он попросил меня делать крохотную паузу в третьей фазе гитарного соло, я даже не сразу понял, о чём это он. Но потом оказалось, что это отличная идея, и не играть — также важно, как и играть», — рассказал гитарист.
Текст песни посвящён поклоннице-групи, женщине, «поджидающей у чёрного хода за сценой тех, кто популярен» (англ. «she waits at backstage doors for those who have prestige»). Джексон описывает любовный треугольник между ним, его девушкой и поклонницей. Групи покоряет певца и убеждает его уйти вместе с ней после концерта. При этом она преследует свои личные цели, пытаясь стать знаменитой за счёт отношений с артистом. Затем поклонница разбивает сердце его девушке, позвонив и сообщив ей: «Он не вернётся к тебе, потому что спит со мной» (англ. «He’s not coming back because he’s sleeping with me»).
Композиция звучит мрачнее и острее других песен из альбома, она стала одним из экспериментов Джексона со звуком. «Это чистокровная хард-рок песня, с капризными синтезаторами и энергичным гитарным соло», — писали рецензенты Pop Matters.

## Реакция критиков и выпуск сингла
Песня была выпущена в качестве пятого сингла из альбома Джексона Bad 18 апреля 1988 года. Критики журнала Rolling Stone писали, что наряду со «Speed Demon», «Dirty Diana» делает пластинку «богаче, сексуальнее и лучше, чем не самые запомнившиеся треки из Thriller». В Billboard композицию посчитали «классикой рок-н-попа». В The New York Times отметили, что песня «смешивает в себе страхи „Billie Jean“ и поп-ро́ковое гитарное соло „Beat It“». Некоторые рецензенты писали, что Джексон выпустил женоненавистническую композицию. Роберт Кристгау объяснил своё утверждение тем, что «любая песня в жанре метала — женоненавистническая, а следовательно, и „Dirty Diana“ — тоже». В 2004 году в The Rolling Stones Album Guide «Dirty Diana» назвали «сестрой „Billie Jean“ и „Leave Me Alone“» в смысловом плане.
Несмотря на скептические оценки критиков, 2 июля 1988 года песня возглавила чарт Billboard Hot 100 и стала пятым синглом № 1 из альбома Bad вслед за «I Just Can't Stop Loving You», титульным треком, «The Way You Make Me Feel» и «Man in the Mirror». Тогда Джексоном был установлен рекорд по количеству синглов № 1 из одной пластинки. «Dirty Diana» получила золотые сертификаты в Великобритании и Дании, а также платиновый в США.

## Музыкальное видео
Видеоклип представляет собой концертное выступление Джексона, певец рассказывает историю о настойчивой поклоннице. Время от времени в кадре появляются ноги предполагаемой Дианы. Когда Джексон заканчивает исполнение, он спускается со сцены, открывает дверь машины и c удивлением обнаруживает ждущую его внутри поклонницу — на этом клип завершается. Режиссёром ролика стал Джо Питка, до этого уже снявший для Джексона видео на песню «The Way You Make Me Feel». Съёмки прошли в Лонг-Бич, штат Калифорния, и продлились два дня. По первоначальной задумке видеоклип должен был закончиться ливнем и ураганом, но в первый съёмочный день Джексон отбил себе колени, падая на сцену без наколенников. От интенсивных съёмок на второй день и от концовки под проливным дождём пришлось отказаться.
Премьера видеоклипа состоялась на телеканале MTV 14 апреля 1988 года. За него Джексон получил награду «World Music Awards» в номинации «Видео № 1 в мире». Ролик вошёл в сборники музыкальных видео певца Number Ones и Michael Jackson's Vision. Альтернативным видеоклипом, попавшим в ротацию на телевидении, стало одно из концертных выступлений Джексона с песней на его сольном туре Bad World Tour.

## Концертные исполнения
«Dirty Diana» вошла в сет-лист второй половины сольного тура Джексона Bad World Tour (1988—89 гг.). На одном из семи концертов на стадионе Уэмбли в Лондоне присутствовали члены королевской семьи Великобритании, принцесса Диана и принц Чарльз. Посчитав, что песня о «распутной Диане» может оскорбить принцессу, Джексон решил не исполнять композицию на шоу. Однако перед концертом она спросила у певца, прозвучит ли «Dirty Diana». Услышав отрицательный ответ, принцесса сказала ему, что это её любимая песня и попросила артиста всё же включить её в сет-лист. Но музыкант так и не смог выполнить её просьбу, поскольку до начала шоу оставались считанные минуты. Выступление с песней на одном из британских концертов было выпущено на DVD Live at Wembley July 16, 1988.
Планировалось, что Джексон исполнит «Dirty Diana» на не состоявшемся в связи с его кончиной туре This Is It.

## Список композиций
- 7" (номер в каталоге Epic Records — 34 07739)[28]

| №  | Название      | Длительность |
| -- | ------------- | ------------ |
| 1. | «Dirty Diana» | 4:42         |

| №  | Название                     | Длительность |
| -- | ---------------------------- | ------------ |
| 2. | «Dirty Diana» (Instrumental) | 4:42         |

- CS (номер в каталоге Epic Records — 34T07739)[28]

| №  | Название                     | Длительность |
| -- | ---------------------------- | ------------ |
| 1. | «Dirty Diana»                | 4:42         |
| 2. | «Dirty Diana» (Instrumental) | 4:42         |

| №  | Название                     | Длительность |
| -- | ---------------------------- | ------------ |
| 1. | «Dirty Diana»                | 4:42         |
| 2. | «Dirty Diana» (Instrumental) | 4:42         |

- CD (номер в каталоге Epic Records — 651546 9)[28]

| №  | Название                     | Длительность |
| -- | ---------------------------- | ------------ |
| 1. | «Dirty Diana»                | 4:42         |
| 2. | «Dirty Diana» (Instrumental) | 4:42         |
| 3. | «Bad» (Dance Extended Mix)   | 8:24         |

## Участники записи
| - Майкл Джексон — текст, музыка, вокал, бэк-вокал, аранжировка вокала ритм-секции и синтезаторов, стук барабанных палочек - Джон Барнс и Джерри Хэй — аранжировка ритм-секции - Куинси Джонс и Джерри Хэй — аранжировка синтезаторов - Джон Барнс — аранжировка струнных | - Дуглас Гетшал — программирование ударных - Стив Стивенс — гитарное соло - Джон Робинсон — ударные - Пол Джексон, Дэвид Уильямс — гитары - Кристофер Карелл — синклавир - Дэнни Джегер — синтез синклавира - Джон Барнс, Майкл Боддикер и Рэнди Уолдмен — синтезаторы |

## Позиции в чартах и сертификации
| Чарт (1988)        | Высшая позиция |
| ------------------ | -------------- |
| Австралия          | 30             |
| Австрия            | 7              |
| Бельгия (Фландрия) | 1              |
| Великобритания     | 4              |
| Германия           | 3              |
| Европа             | 1              |
| Ирландия           | 3              |
| Канада             | 5              |
| Нидерланды         | 2              |
| Новая Зеландия     | 5              |
| США (Hot 100)      | 1              |
| Франция            | 9              |
| Швейцария          | 3              |

| Год  | Чарт                                | Позиция |
| ---- | ----------------------------------- | ------- |
| 1988 | США (Billboard Top Popular Singles) | 61      |

| Страна               | Сертификат |
| -------------------- | ---------- |
| Великобритания (BPI) | Золотой    |
| Дания (IFPI)         | Золотой    |
| США (RIAA)           | Платиновый |